# Eric Bibb
Eric Bibb (* 16. srpna 1951) je původem americký bluesový písničkář. Jeho osobitý hudební styl míchá dohromady delta blues s folkem, R&B, gospelem a soulem. Zvuk stojí hlavně na zpěvu, prsty vybrnkávané kytaře a příležitostné foukací harmonice. Jeho otec je herec a folkový písničkář Leon Bibb. Dohromady spolu natočili dvě desky.
Eric Bibb žije od roku 1970 v Evropě. Momentálně bydlí ve Švédsku, kde žije se svou manželkou.

## Diskografie
- Ain't It Grand (1972)
- Rainbow People (1977)
- Olikalikadant (1978)
- Golden Apples of the Sun (1981)
- Hello Stranger (1983)
- Spirit & The Blues (1995), společně s kapelou Needed Times
- Good Stuff (1997), s Needed Times
- Home To Me (1999)
- Roadworks (2000)
- Natural Light (2003)
- A Family Affair (2004), s Leonem Bibbem
- Friends (2004)
- Sisters & Brothers (2004), s Rory Block a Maria Muldaur
- Just Like Love (2005)
- Eric Bibb, A Retrospective (2006)
- Praising Peace – A Tribute To Paul Robeson (2006), s Leonem Bibbem
- Diamond Days (2006)
- An Evening with Eric Bibb (2007), živá deska — nahráno v březnu 2002 v australském Sydney
- Get Onboard (2008)
- Live à FIP (2009)
- Booker's Guitar (2010)
- Troubadour Live (2011)
- Deeper In The Well (2012)
- Jericho Road (2013)
- The Haven (2011)
- Blues People (2014)
- Migration Blues (2017)

### DVD
- Live at the Basement (2007), nahráno v březnu 2002 v Sydney
- Up Close with Eric Bibb (2005), nahráno v roce 2005 v Sydney